# Mandriva Linux
Mandriva Linux (předtím též Mandrake Linux nebo Mandrakelinux) je francouzská distribuce Linuxu (GNU/Linux) zaměřená na snadnost instalace a použití. Vyvíjela ji společnost Mandriva do roku 2012; na opuštěný projekt navazuje komunitní OpenMandriva Lx.
První verze byla firmou Mandrakesoft postavena na Red Hat Linuxu 5.1 a grafickém prostředí KDE 1.0 v červenci roku 1998. Vyznačuje se množstvím nástrojů na snadnou konfiguraci systému. Jeho odlišností od jiných Linux systémů je to, že své balíčky postavené na bázi RPM kompiluje pro mikroprocesory třídy Pentium a vyšší.
Po akvizici se společností Conectiva v dubnu 2005 se společnost Mandrakesoft přejmenovala na Mandriva a vyvíjenou distribuci na Mandriva Linux. Tentýž rok ještě pohltila americkou distribuci Lycoris.

## Historie
První verze byla vydána 1. července 1998. Jejím základem byl Red Hat Linux (verze 5.1) a grafické prostředí KDE. Tím se značně odchýlil od Red Hat Linuxu a zahrnoval mnoho originálních nástrojů, především pro usnadnění konfigurace systémů. Tuto distribuci vytvořil Gaël Duval a zaměřuje se na snadnost použití pro normální uživatele. Duval byl také spoluzakladatelem MandrakeSoft, ale byl propuštěn ze společnosti v roce 2006 spolu s mnoha dalšími zaměstnanci. Později Duval oznámil serveru NewsForge, že se chystá podat žalobu na společnost MandrakeSoft za nezákonné propuštění.
Mandriva 8. května 2010 vydala prohlášení, že společnost je kvůli finančním problémům na prodej.

### Změny názvu
Od vzniku až do verze 8.0 firma MandrakeSoft pojmenovala svou distribuci jako Linux-Mandrake. Později od verze 8.1 do verze 9.2 byla distribuce nazvána Linux Mandrake.
V únoru 2004 MandrakeSoft prohrál soudní spor s Hearts Corporation, kteří vlastní King Features Syndicate. Hearts Corporation tvrdil, že MandrakeSoft porušuje obchodní značku King Features komiksu Mandrake the Magician. Jako preventivní opatření MandrakeSoft změnil všechny názvy svých produktu tak, že odstranil mezeru mezi značkou a jménem produktu, změnil první písmena na malá a tím vytvořil jednoslovný název produktu. Od verze 10.0 se Mandrake Linux stal známý jako Mandrakelinux a logo bylo také změněno. Podobně se změnil název Mandrake Move na Mandrakemove.
V dubnu 2005 MandrakeSoft oznámil akvizici společnosti Conectiva, což byla brazilská společnost vyrábějící linuxové distribuce pro portugalsky (Brazílie) a španělsky mluvící země. V důsledku této akvizice a právního sporu s Hearts Corporation MandrakeSoft oznámil, že nová firma se bude jmenovat Mandriva a tím všechny výrobky přebírají název Mandriva Linux.

## Vlastnosti
Hlavní rysy Mandriva Linuxu jsou:

### Instalace, ovládání a administrace
Mandriva Linux obsahuje Mandriva Control Center, které usnadňuje konfiguraci některých nastavení. Mnoho programů jako Drakes nebo Draks, kolektivně pojmenované drakxtools, to má obsaženo. Například MouseDrake pro nastavení myši, DiskDrake pro nastavení diskových oddílů a drakconnect pro nastavení připojení k síti. Jsou napsány v Perlu a využívají GTK+ a většina z nich může běžet jak v grafickém tak i v textovém režimu pomocí textového uživatelského rozhraní ncurses.

### Stolní počítače
Mandriva Linux používá jako standard KDE Plazma Desktop, ale také GNOME a jiné jako Xfce atd.

### Témata
Unikátní téma poskytuje soulad mezi aplikací a prostředím. Galaxy byl prvně aplikován ve verzi 9.1 a Galaxy II se objevil ve verzi 10.0. Varianta Galaxy je tzv. „Galaxy Squared“, který využívá namísto kulatých čtvercově okenní tlačítka. Nový výchozí motiv „la Ora“ byl představen s vydáním Mandriva Linux 2007, ale „Galaxy“ je stále dostupný pro ty, kteří mu dávají přednost.

### Správce balíčků
Mandriva používá správce balíčků nazvaný urpmi, který slouží jako správce RPM balíčků. To je podobné jako apt-get nebo yum. Upravený tak, že umožňuje bezproblémovou instalaci daného balíku tím, že automaticky instaluje jiné potřebné balíčky. Mezi jeho funkčnost také patří získávání balíčku z různých medií, včetně sítě/internetu, CD/DVD nebo lokálního disku. Urpmi má také jednoduché grafické rozhraní rpmdrake, který je integrován do Mandriva Control Center.

### Live USB
Live USB Mandriva Linuxu mohou být vytvářeny ručně nebo pomocí Unetbootin.

## Dostupnost
Mandriva nabízí několik Linuxových edicí. Některé z nich jsou volně šiřitelně, zatímco jiné se prodávají on-line a prostřednictvím sítě autorizovaných prodejců.

## Přehled verzí
Vývojářský strom Mandrivy je znám jako tzv. Cooker. Jsou vydávány pouze stabilní verze.
| Rok  | Číslo  | Označení                                 |
| ---- | ------ | ---------------------------------------- |
| 1998 | 5.1    | Venice                                   |
| 1998 | 5.2    | Leeloo                                   |
| 1999 | 5.3    | Festen                                   |
| 1999 | 6.0    | Venus                                    |
| 1999 | 6.1    | Helios                                   |
| 2000 | 7.0    | Air                                      |
| 2000 | 7.1    | Helium                                   |
| 2000 | 7.2    | Odyssey (v Beta fázi označená „Ulysses“) |
| 2001 | 8.0    | Traktopel                                |
| 2001 | 8.1    | Vitamin                                  |
| 2002 | 8.2    | Bluebird                                 |
| 2002 | 9.0    | Dolphin                                  |
| 2003 | 9.1    | Bamboo                                   |
| 2003 | 9.2    | FiveStar                                 |
| 2004 | 10.0   | Community a Official                     |
| 2004 | 10.1   | Community                                |
| 2004 | 10.1   | Official                                 |
| 2005 | 10.2   | Limited Edition 2005                     |
| 2005 | 2006.0 | Mandriva Linux 2006                      |
| 2006 | 2007.0 | Mandriva Linux 2007                      |
| 2007 | 2007.1 | Mandriva Linux 2007 Spring               |
| 2007 | 2008   | Mandriva Linux 2008                      |
| 2008 | 2008.1 | Mandriva Linux 2008 Spring               |
| 2008 | 2009   | Mandriva Linux 2009                      |
| 2009 | 2009.1 | Mandriva Linux 2009 Spring               |
| 2009 | 2010   | Mandriva Linux 2010                      |
| 2010 | 2010.1 | Mandriva Linux 2010 Spring               |

## Edice
Každé vydání nové verze Mandrivy Linux je rozděleno na několik různých edicí. Vydání je odvozeno ze stejné předlohy, z nichž je většina k dispozici ve veřejných repozitářích: všechny zdarma/open source software, který je na základě licence umožňuje distribuovat široké veřejnosti. Pouze komerční software, kde jeho licence neumožňuje veřejnou distribuci, není ve veřejných repozitářích.

### Stávající

#### Mandriva Linux Free
Mandriva Linux Free je tradiční distribuce (před instalací je tu ještě DrakX). Oboje jsou zadarmo a obsahují pouze svobodný/open source software, za stažení tedy nechtějí žádný poplatek. Obvykle distribuováno na CD nosičích (tři nebo čtyři) a DVD edici pro x86-32- a x86-64bitové CPU architektury. Je zaměřena na uživatele, kteří chtějí vyzkoušet Mandriva Linux, předtím než si zakoupí komerční distribuci a také samozřejmě pro ty, kteří chtějí edici pouze zadarmo. Výběr balíčku je uzpůsoben pro běžné uživatele.

#### Mandriva Linux One
Mandriva Linux One je volně ke stažení. Je to Live CD, ale může být použito jako Live CD nebo jako instalace (s průvodcem instalací, který obsahuje nástroje pro rozdělení disku).
Uživatelé si mohou volit mezi různými jazyky, vybrat bud KDE nebo GNOME a zahrnout nebo vyloučit non-free software. (Není možné, aby byl KDE i GNOME nebo více než pár jazyků zahrnut na jednom Live CD) Hlavní verzí je verze s KDE s obsaženým non-free softwarem. Jeden obraz se skládá z podmnožiny z “main”, “contrib” a “non-free” částí hlavního stromu. Také byly odstraněny dokumentační soubory pro úsporu místa.
Mandriva Linux One 2008 má malý rozsah verzí. Kde jsou obsaženy KDE a GNOME s výchozím nastavením jazyků. Všechny verze obsahují non-free software.

#### Mandriva Linux Powerpack
Mandriva Linux Powerpack je tradiční distribuce (obsahuje instalátor, DrakX, který je jako první použit při instalaci distribuce na pevný disk před samotným během). Powerpack je hlavní komerční edice Mandriva Linuxu a jako taková vyžaduje platby za její používání. Obsahuje několik non-free balíčků určených pro koncového uživatele, včetně non-free ovladačů jako ovladače grafických karet značek NVIDIA a ATI, non-free firmware pro bezdrátové čipy a modemy, některé pluginy jako Java a Flash, aplikace typu Adobe Reader, Cedega a RealPlayer. To je poskytováno prostřednictvím internetových stránek Mandriva Store a prostřednictvím autorizovaných prodejců. Je také k dispozici předplacená služba u které můžete za roční poplatek stahovat neomezeně poslední verze Powerpacku. Ta se skládá z podmnožin balíčků ‘main’, ‘contrib’, ’non-free’ a ‘restricted’ části z hlavního stromu.
V Mandriva Linux 2008 byli distribuce Powerpack+ a Discovery sloučeny do jedné edice Powrpack.[určitě?][zdroj?] Uživatelé si mohou vybrat mezi nastavením pro začátečníky nebo instalaci desktopu zaměřený na pokročilé uživatele.

### Přerušeno

#### Mandriva Linux Discovery
Mandriva Linx Discovery byla komerční distribuce zaměřená výhradně na začínající uživatele Linuxu. Edice byla distribuována prostřednictvím Mandriva Store, prostřednictvím autorizovaných prodejců nebo mohly být libovolně staženy členy Mandriva klubu.
Ve starších verzích Mandriva Linux 2007 byl Discovery postaven na instalaci DrakX. Discovery byl hybrid “Live DVD”, který mohl být spuštěn bez nutnosti instalace nebo mohla být provedena instalace na pevný disk.
Discovery bylo spíše na DVD než na CD, kde byly obsaženy všechny jazykové verze. Výběr balíčků byl přizpůsoben pro plochu pro začínající uživatele, téma bylo zvoleno pro používání začínajícím uživatelem a mnoho běžných aplikací nebylo součástí systému.

#### Mandriva Linux Powerpack+
Mandriva Linux Powerpack+ byla verze Powerpack, která obsahovala další balíčky, převážně komerční. Stejně jako edice Powerpack byla prodávána prostřednictvím internetových stránek Mandriva Store, prostřednictvím autorizovaných prodejců a také byla zdarma ke stažení pro členy Mandriva klubu úrovně Gold a výše. Powerpack+ byl zaměřen na SOHO (Small Ofiice/Home Ofiice) s očekáváním, že by mohla být používána k běhu kancelářských serverů.

## Deriváty
Deriváty jsou distribuce založené na Mandriva Linux, některé samostatné a jiné nezávislé projekty. Některé zachovávají kompatibilitu s Mandriva Linuxem takže instalace Mandriva Linuxu RPM funguje i na distribuce vzešlé z této.

### Mandriva Linux Flash
Mandriva Flash je live distribuce založená na Mandriva Linux určená pro Live bootování z Flash Disku (4GB), který lze koupit přes internet. Díky USB 2.0 je znatelně rychlejší, než Live CD. V základu je grafické prostředí KDE, nechybí ani podpora 3D desktopu

### Mandriva Corporate Server
Mandriva Corporate Server je distribuce speciálně šitá na míru pro podniky, které potřebují víceúčelový server. Vývoj byl postaven na předešlé verzi Mandriva Linux, s výběrem balíčků, konfiguračními nástroji. Zachování života každé distribuce je přibližně pět let. Aktuální verze Corporate Server je 4.0.

### Mandriva Corporate Desktop
Mandriva Corporate Desktop je desktopový protějšek Corporate Serveru. Opět je založen na verzi Mandriva Linux Enterprise se specifickými úpravami a s pětiletou životností.